# 璟宣
璟宣（1986年9月9日—）本名廖璟瑄，台灣女藝人，現已離婚育有二子。

## 電視劇
| 年 份  | 頻 道      | 劇 名                        | 飾 演        |
| 2012年 | 三立台灣台 | 《戲說台灣－祿仙送子》       | 王嬌         |
| 2012年 | 三立台灣台 | 《戲說台灣－拜頭牙做頭家》   | 金芳蘭       |
| 2012年 | 三立台灣台 | 《戲說台灣－水井姻緣樹》     | 秀玉         |
| 2012年 | 三立台灣台 | 《戲說台灣－無某無猴羅漢仙》 | 劉秀鑾       |
| 2012年 | 三立台灣台 | 《戲說台灣－驚世媳婦》       | 春美         |
| 2012年 | 三立台灣台 | 《戲說台灣－三太子疼憨人》   | 黃秀娟       |
| 2012年 | 三立台灣台 | 《戲說台灣－玄壇元帥》       | 詹桂英       |
| 2012年 | 台視       | 《女人花》                   | 典獄長       |
| 2013年 | 三立台灣台 | 《戲說台灣－金娘仔掠翁》     | 陳麗娟       |
| 2013年 | 三立台灣台 | 《戲說台灣－王勳千歲展神威》 | 王雪珍王雪梅 |
| 2013年 | 三立台灣台 | 《天下女人心》               | 王萱萱       |
| 2013年 | 三立台灣台 | 《世間情》                   | 謝白雪       |
| 2014年 | 三立台灣台 | 《戲說台灣－求子紅圓慶元宵》 | 江春喜       |
| 2015年 | 三立台灣台 | 《親家》                     | 余心潔       |
| 2015年 | 三立台灣台 | 《甘味人生》                 | 黃玉珊賴恬婕 |
| 2016年 | 三立台灣台 | 《戲說台灣－帝爺公點貴妻》   | 林可雲       |
| 2017年 | 三立台灣台 | 《一家人》                   | Elissa       |
| 2018年 | 台視       | 《情·份》                    | 孫安琪劉姍姍 |
| 2018年 | 三立台灣台 | 《炮仔聲》                   | 李寶娜       |
| 2021年 | 三立台灣台 | 《戲說台灣－海豐港情劫》     | 媽祖         |
| 2022年 | 三立台灣台 | 《一家團圓》                 | 麗莎(Lisa)   |
| 2022年 | 大愛電視台 | 《隨風 隨緣》                | 陳滿         |
| 2022年 | 台視       | 《美麗人生》                 | 張安琪       |
| 2023年 | 東森戲劇台 | 《生命捕手》                 | 孫欣穎       |
| 2024年 | 東森戲劇台 | 《生命捕手2》                | 孫欣穎       |
| 2024年 | 大愛電視台 | 《你好，我是誰2》            | 陳杏如       |
| 2025年 | 台視       | 《寶島西米樂》               | 柯雅芬       |

## 電影
| 年 份  | 片 名                | 飾 演  |
| 2019年 | 《為你存在的每一天》 | 小青妈 |

## 主持節目
- 三立台灣台《姐姐當家》－搭檔 許志豪
- 三立台灣台《台灣尚青》－外景代班助理主持人
- 中天娛樂台《碰碰發財星》－搭檔 徐乃麟、樓心潼(2017-2018年)

## 廣告
- 吉胃福適凝膠
- 月老銀行

## 活動
- Jaguar & Land Rover 車展
- Adidas 新品發表秀-秀導
- 公關公司模特兒訓練-秀導
- 名人、舒蜜泳裝全台巡迴秀
- 塑身衣廣告模特兒
- 全民大悶鍋 比基尼模特兒
- 婚紗樣本模特兒
- 珠寶平面拍攝
- 旅遊外景模特兒
- 東森購物簽約模特兒
- U-life森森購物台簽約模特兒

## 節目通告
- 天天樂財神
- 來自星星的事
- 飢餓遊戲
- 小明星大跟班
- 綜藝玩很大
- 綜藝3國智
- 命運好好玩
- 請問 你是哪裡人
- 小姐不熙娣
- 女王大人

## 外部連結
- 璟宣 Elissa的Facebook專頁
- 璟宣 Elissa的Instagram帳戶
- 璟宣的新浪微博